# سوازنا رينالدي
سوازنا رينالدي (بالإسبانية: Susana Rinaldi)‏ هي ناشطة حقوق الإنسان ومغنية وممثلة أرجنتينية، ولدت في 25 ديسمبر 1935 في الأرجنتين.

## وصلات خارجية
- سوازنا رينالدي على موقع IMDb (الإنجليزية)
- سوازنا رينالدي على موقع ميوزك برينز (الإنجليزية)
- سوازنا رينالدي على موقع أول ميوزيك (الإنجليزية)
- سوازنا رينالدي على موقع ديسكوغز (الإنجليزية)
- سوازنا رينالدي على موقع قاعدة بيانات الفيلم (الإنجليزية)
- سوازنا رينالدي على موقع كينوبويسك (الروسية)